# Lạc Lãng
Lạc Lãng (tiếng Hán: Nang-nang; tiếng Quan Thoại: Lelang) là một trong 4 quận do nhà Hán lập ra trên phần đất thôn tính được của người Triều Tiên cổ vào khoảng sau thời đại Thìn Quốc. Tương ứng với phần đất mà ngày nay là Nam Mãn Châu và Bắc Triều Tiên.